# Замок Баллінло
Замок Баллінло (англ. Ballinlough Castle) — один із замків Ірландії, розташований в графстві Західний Міт. Замок побудований по типу укріпленого заміського будинку в XVII столітті, стоїть недалеко від селища Клонмеллон, на пагорбі з видом на два озера. Це будинок сера Ніколаса та леді Нуджент.
На першому поверсі замку знаходиться велика вітальня та їдальня, чотири спальні кімнати. Склепінчастий коридор веде до сходів на вищі поверхи. Замок має великі вікна з видом на ліс та озеро. Є великий камін з картиною над ним — аналогічна конструкція з картиною є в вітальні замку Вайят в графстві Воторфорд.
Навколо замку є приватний сад та парк, які нині закриті для громади. Але в червні біля замку проводиться традиційний фестиваль «Боді енд соул мьюзік».

## Історія замку Баллінло
Замок Баллінло був побудований у 1614 році ірландський ватажком з клану О'Рейлі. На дверима зберігся герб вождя клану О'Рейлі. Замок був добудований в 1790 році — володар замку Х'ю О'Рейлі добудував нове крило. У будівництві крила брав участь, імовірно, Томас Воган Браун, що також відбудовував замок Малахайд для сесри сера х'ю О'Рейлі Маргарет.
У 1812 році родина, яка жила в замку змінила своє прізвище з О'Рейлі на Нуджент. Х'ю О'Рейлі отримав титул баронета. Відповідно цей титул він мав право носити з прізвищем нуджент відповідно до умов спадщини дядька по матері — Джона Нуджента. З того часу замком володіли кілька поколінь баронетів Нуджент. Це давня ірландська католицька аристократична родина. Від побудови замку до нинішніх часів в замку живе одна і та ж родина. Нинішнім власником замку є VIII-й баронет Нуджент.
У замку проводяться музичні концерти та фестивалі. Замок відвідували митці Кенні Роджерс, Ван Моррісон, Олександр Берк, Дуайт Йоакам, музичні гурти «Пет Шоп Бойс», «Тіесто». У травні 209 року відбувся IV щорічний музичний фестиваль «Лайф».